# Visby stift
Visby stift (latin: Dioecesis Visbyensis) är ett stift inom Svenska kyrkan. Stiftet omfattar öarna Gotland, Fårö och Gotska Sandön. Stiftsstad är Visby och stiftskyrka är Visby domkyrka. Stiftet har tre kontrakt, 15 pastorat och 39 församlingar (2014). Sedan november 2002 sorterar även Svenska kyrkan i utlandet med drygt 40 utlandsförsamlingar under Visby stift. Till ytan är stiftet det minsta av Svenska kyrkans stift.
Omkring 60 000 människor är boende i Visby stift, varav omkring 60% tillhör Svenska kyrkan.
Sedan den 15 januari 2023 är Erik Eckerdal stiftets 20:e biskop.

## Historia
Eftersom Gotland är en stor ö mitt i Östersjön har det naturligt nog alltid utgjort ett eget län. Det var dock först 1572 som det blev ett eget stift. Detta var en konsekvens av freden i Stettin 1570, då Sverige gav upp sina anspråk på ön. Dessförinnan hade det alltsedan kristnandet på 1000-talet tillhört Linköpings stift. Ön erövrades av Danmark 1361. Till en början hade stiftchefen i Visby titeln superintendent enligt dansk princip, och detta bibehölls efter att ön blev svensk 1645, men från och med 1772 har den titeln biskop.

## Kontrakt
Stiftet har tre kontrakt enligt följande:
- Nordertredingens kontrakt
- Medeltredingens kontrakt
- Sudertredingens kontrakt

Indelningsenheten treding är en kvarleva från förkristen tid; den hade då betydelse i rätts- och förvaltningssammanhang.

## Bildgalleri
Ett urval med de kyrkor som tillhör Visby stift:

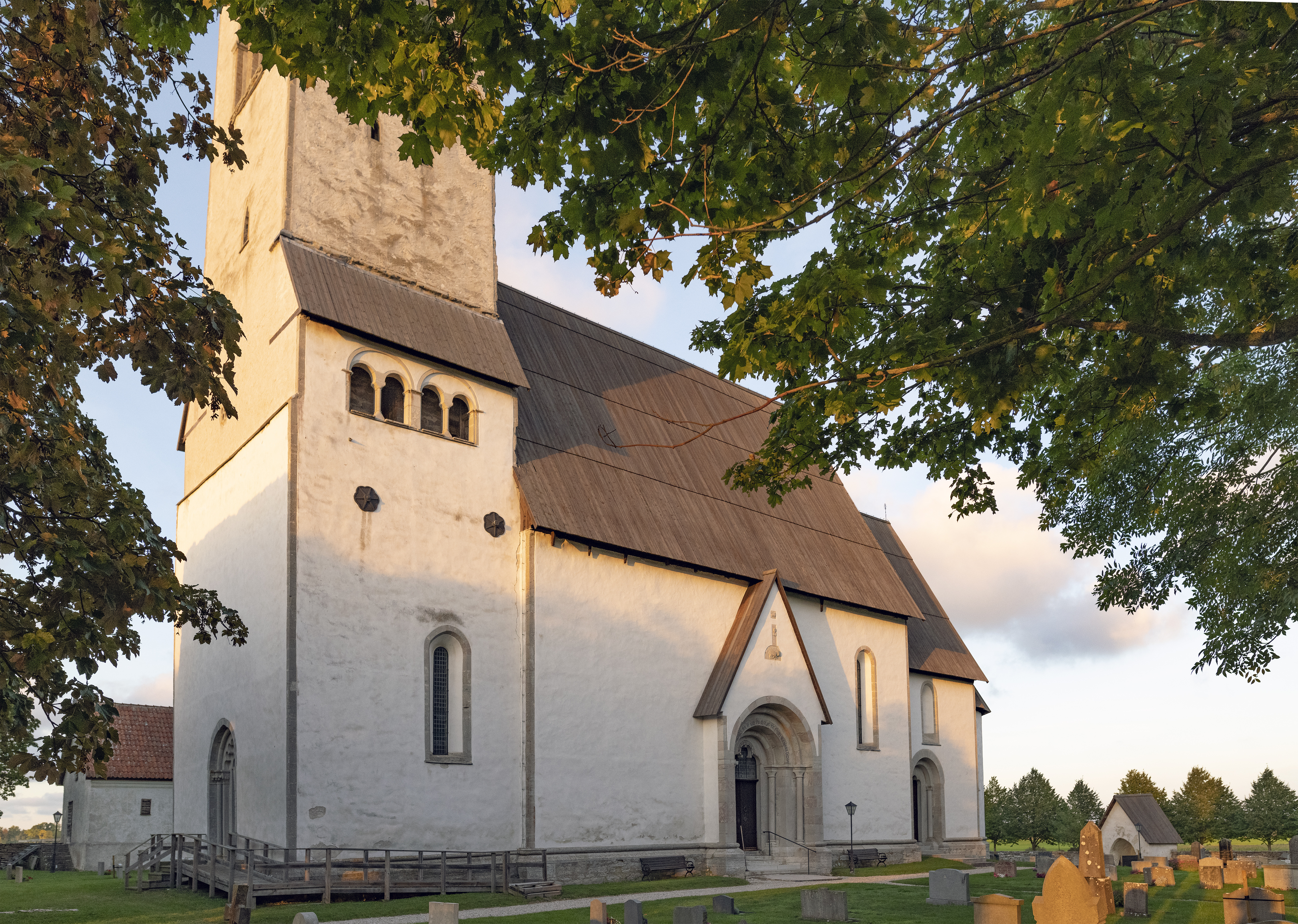
Gothems kyrka, Gotland.
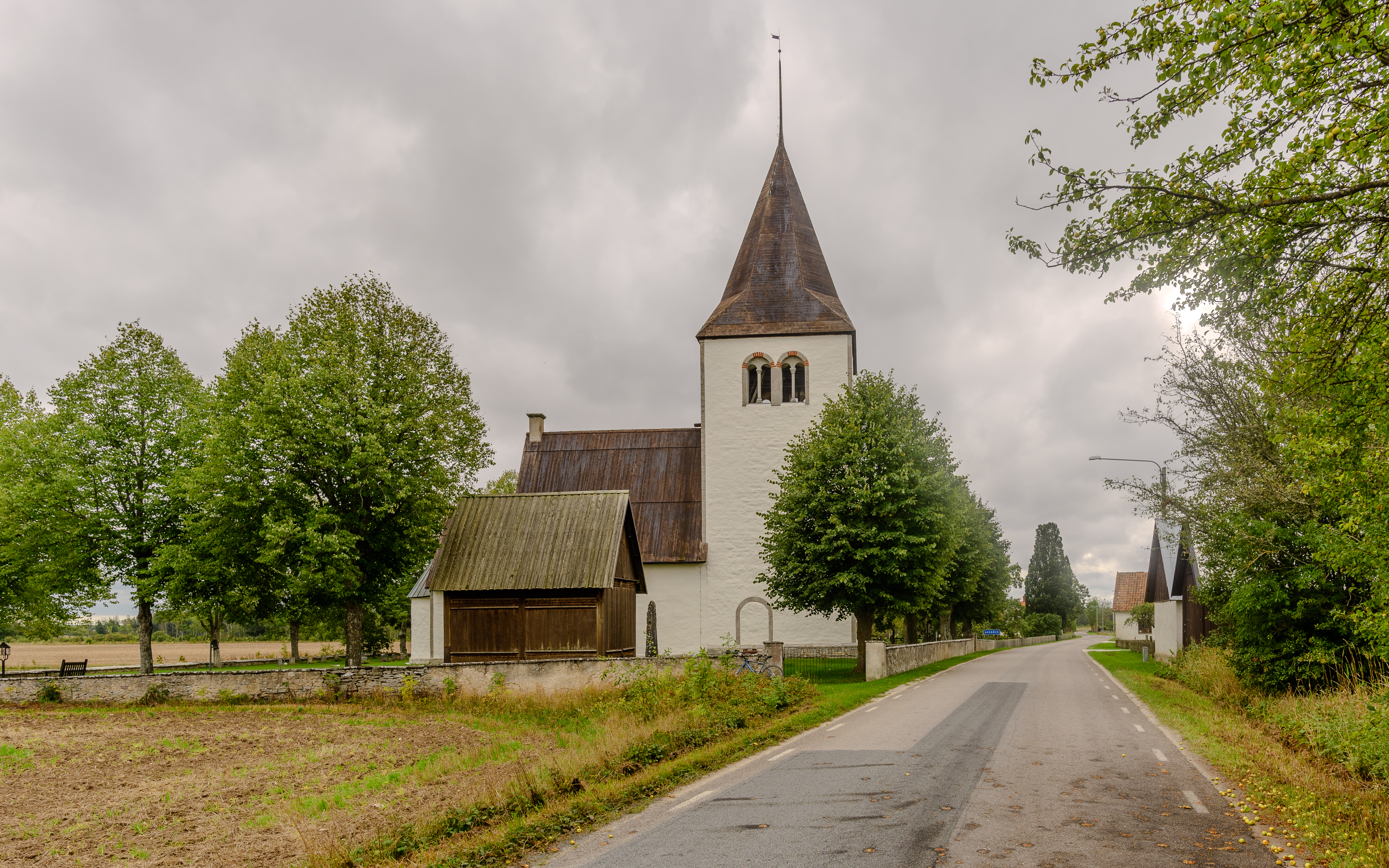
Akebäcks kyrka, Gotland.
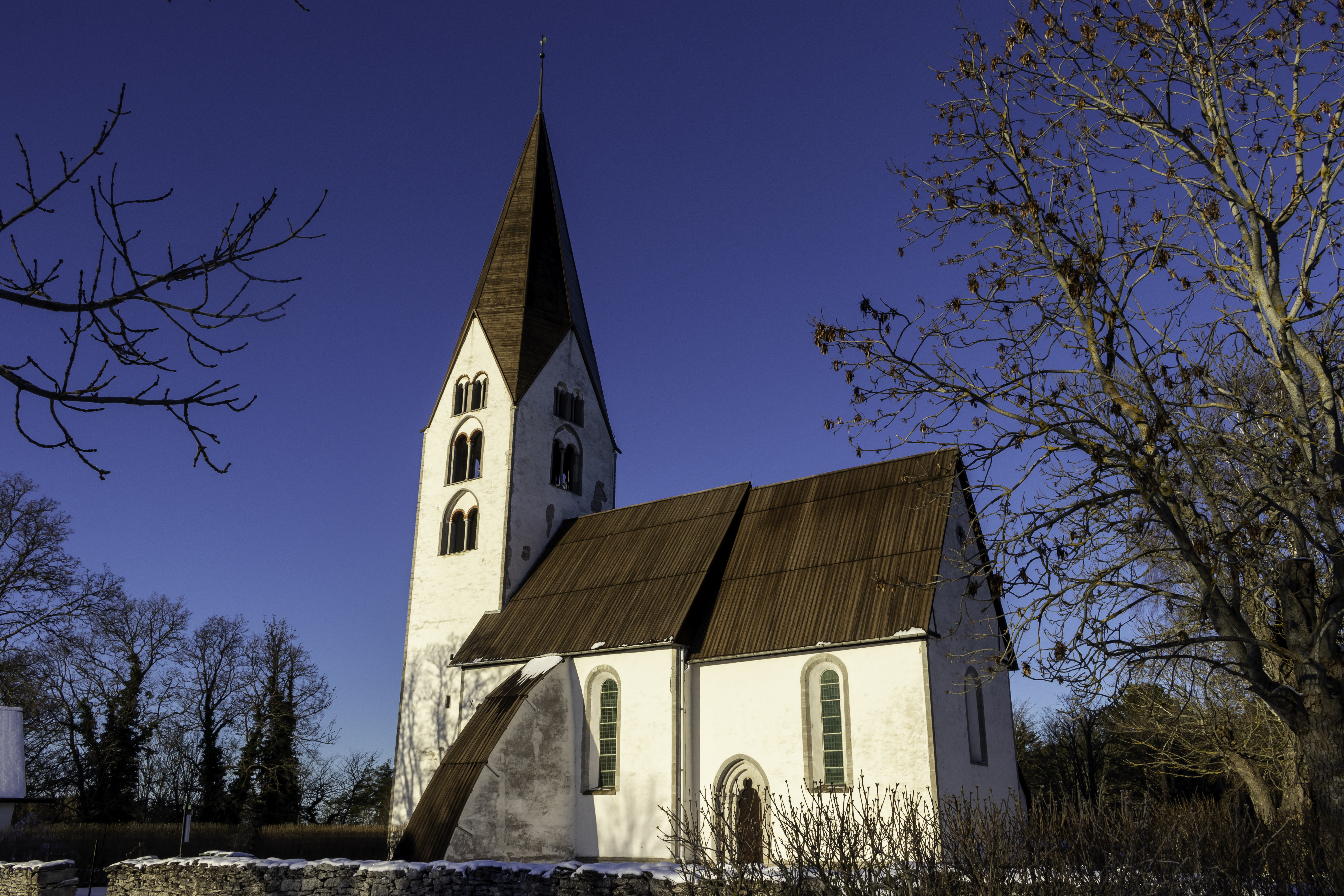
Othems kyrka, Gotland.
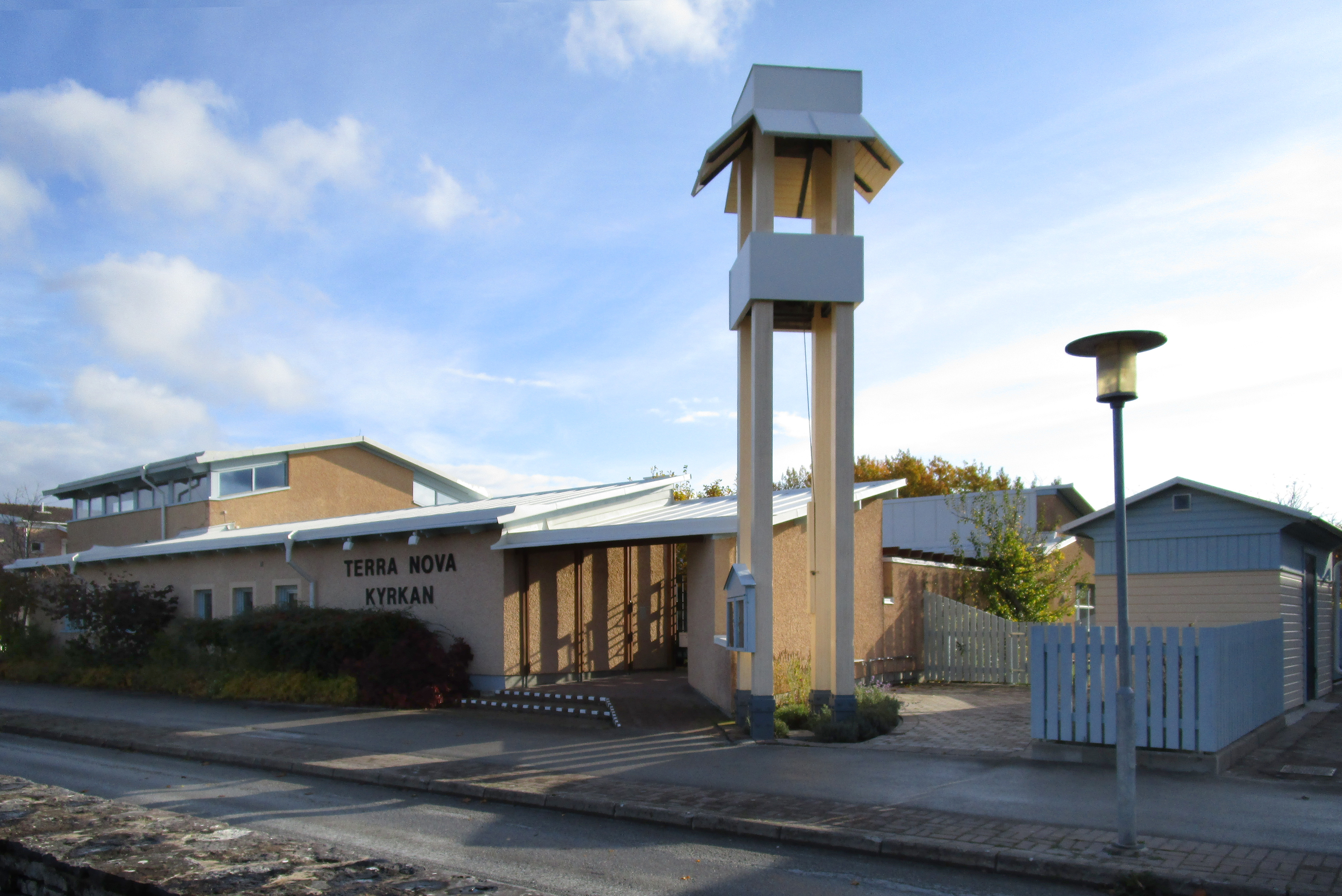
Terra Nova-kyrkan, Visby.
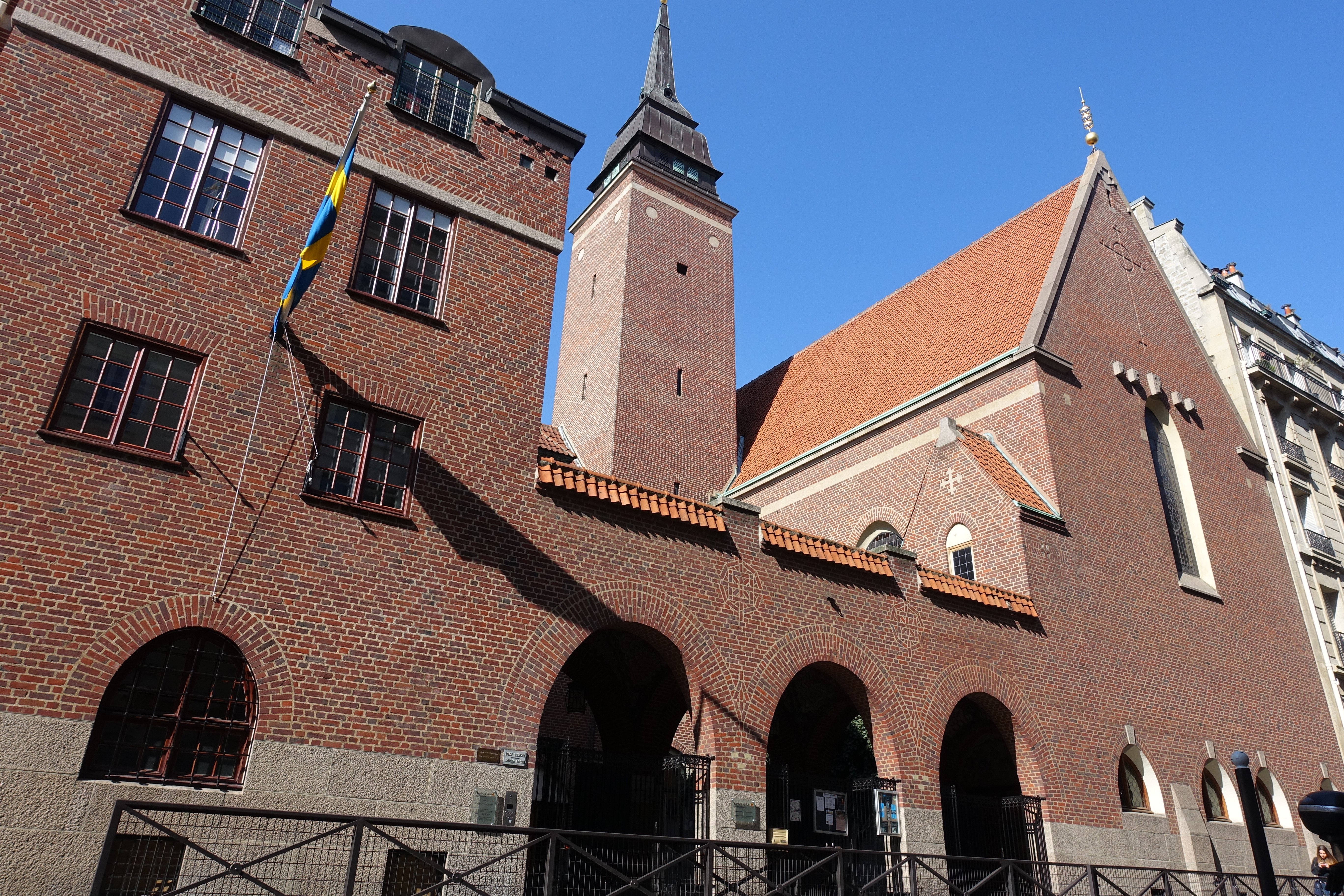
Svenska kyrkan i Paris, Frankrike.
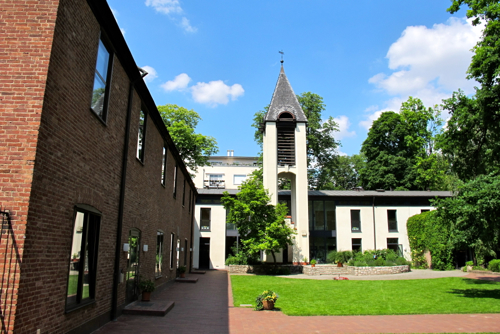
Svenska kyrkan i Berlin, Tyskland.